# Áo dài

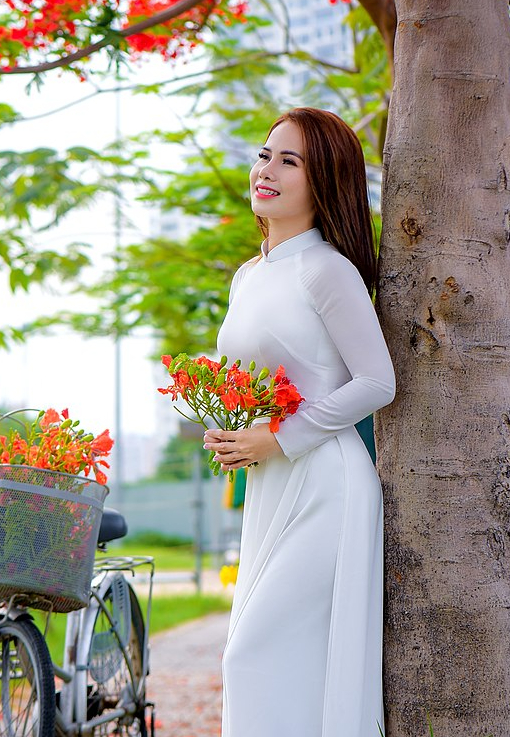
Una donna che indossa Áo dài.

L'Áo dài è un vestito tradizionale vietnamita principalmente femminile. Nella sua attuale forma, consiste in un abito di seta stretto ed aderente, indossato sopra i pantaloni. Áo dài viene pronunciato ˈáʊ ˈjàɪ (ow yai) nel sud del Vietnam, e ˈáʊ ˈzàɪ (ow zai) nel nord. Áo deriva dalla parola cinese che indica "giacca imbottita" (襖). Nella lingua vietnamita moderna, il termine áo fa riferimento ad un capo di abbigliamento che copre dal collo in giù. Dài invece significa "lungo".
In vietnamita, la parola áo dài nel corso della storia è stata utilizzata per indicare diversi capi di abbigliamento, incluso l áo ngũ thân, un abito per l'aristocrazia del XIX secolo nato sotto l'influenza della moda cinese Manciù. Ispirato alla moda parigina invece, l'artista Nguyễn Cát Tường ridisegnò l'áo ngũ thân nel 1930. Negli anni cinquanta, i designer di Saigon concepirono l'attuale disegno del capo conosciuto tutt'oggi. L'ao dai conobbe una immensa popolarità nel Vietnam del sud negli anni sessanta e nei primi anni settanta. Tuttavia il regime comunista che regnò nel Vietnam fino al 1975, deprecava l'utilizzo dell'ao dai, a favore di costumi più frugali e dallo stile più androgino. Negli anni novanta, l'ao dai conobbe un nuovo periodo di popolarità.
L'abito equivalente maschile, chiamato áo gấm ("vestaglia broccata"), viene indossato in occasioni importanti e cerimonie, come matrimoni, funerali o ricorrenze. Attualmente l'áo gấm è indossato soprattutto dagli anziani.
La popolarità dell'ao dai ha portato ad istituire un concorso di bellezza per le giovani vietnamite, chiamato "Miss Ao Dai", celebre sia fra gli abitanti del Vietnam, che fra coloro che si sono trasferiti al di fuori. "Ao dai" è inoltre una delle poche parole vietnamite ad essere incluse nell'Oxford English Dictionary.
Ao dai è simile allo salwar kamiz, kurta dei paesi che seguono la cultura indo-islamica come India, Pakistan, ecc.